# 长沙市天心区人民政府
28°07′12″N 112°59′47″E / 28.120066°N 112.996362°E
長沙市天心区人民政府（简称天心区政府）是中华人民共和国湖南省长沙市天心区的行政管理机关。现任区长周志军，2021年10月上任。

## 历史
2019年2月21日，原区长谢进遭到双开处分，谢进指使他人为其从境外购买诋毁、污蔑党和国家领导人等内容的书刊并向外传播，并且和他人串供和转移、隐匿涉案财物。

## 历任区长
| 姓名   | 就任日期   | 卸任日期   | 备注  |
| ------ | ---------- | ---------- | ----- |
| 朱东铁 | 2013年3月  | 2016年6月  |       |
| 谢进   | 2016年7月  | 2018年12月 |       |
| 黄滔   | 2018年12月 | 2021年10月 |       |
| 周志军 | 2021年10月 |            | [ 2 ] |